# Théophile Obenga
Théophile Obenga, aussi connu comme Mwene Ndzalé, né le 2 février 1936 à Mbaya (département des Plateaux) en république du Congo, est un historien, linguiste et égyptologue congolais. Avec l'historien controversé Cheikh Anta Diop, il défend une vision de l'histoire noire africaine recentrée sur les préoccupations des chercheurs et intellectuels noirs africains, soucieux de revisiter leur patrimoine (afrocentricité). Il est depuis décembre 2020, président du comité de direction de l’université Denis Sassou-Nguesso.
La plupart de ses travaux sur l'Égypte antique font l'objet de contestations dans le milieu scientifique.

## Biographie
Docteur d'État es lettres en sciences humaines (Sorbonne), il a étudié diverses disciplines : philosophie, linguistique historique comparative, archéologie préhistorique, science de l'éducation, égyptologie. Théophile Obenga a étudié la philosophie à l'université de Bordeaux. Il a fait des études d'histoire au Collège de France, à Paris, et a étudié l'égyptologie à Genève. Il a également suivi une formation en science  de l'éducation à Pittsburgh. Parmi ses professeurs, il y eut Émile Benveniste en linguistique historique, Jean Leclant et Charles Maystre en égyptologie, Rodolphe Kasser en copte, Lionel Balout en paléontologie humaine. Il a été directeur général du Centre international des civilisations bantu (CICIBA) à Libreville, et professeur à la faculté des civilisations africaines à l'université d'État de San Francisco, qui est un campus de l’université d'État de Californie.
Il dirige Ankh, « revue d’égyptologie et des civilisations africaines » éditée à Paris. Entre autres préoccupations scientifiques, cette revue explore les différentes voies de recherche initiées ou renouvelées par Cheikh Anta Diop, dans une perspective épistémologique replaçant l'Égypte ancienne dans ce qu'il considère comme son « cadre naturel africain » et comme l'une des « civilisations négro-africaines anciennes ».

## Origine commune des langues négro-africaines
Théophile Obenga est l'auteur d'une théorie de linguistique historique qu'il a baptisée « négro-égyptien ». Celle-ci identifierait des propriétés communes aux langues « négro-africaines », établissant une parenté génétique entre lesdites langues ; y compris l'égyptien ancien et le copte. Le négro-égyptien serait, selon Théophile Obenga, « l'ancêtre commun prédialectal » des langues « négro-africaines » anciennes ou contemporaines.

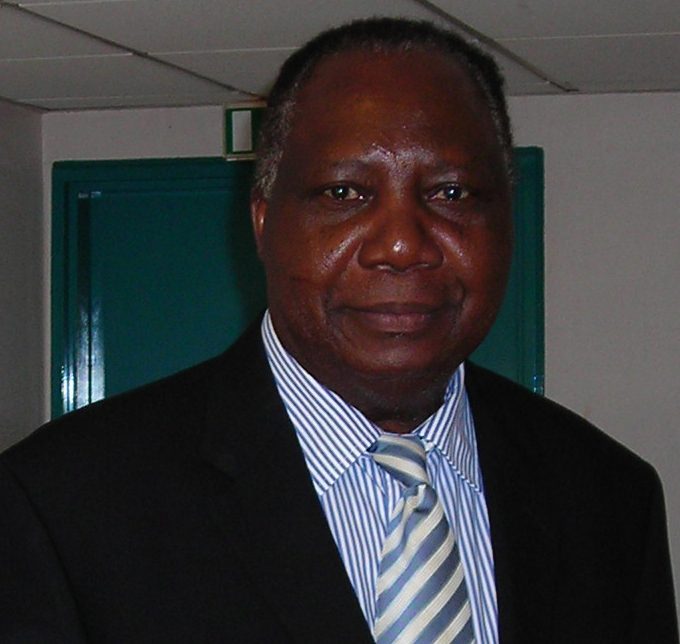
Le professeur Obenga.

Il estime ainsi avoir reconstitué théoriquement la matrice linguistique de cette parenté génétique des langues négro-africaines.
Obenga distingue trois grandes familles de langues en Afrique ; à savoir le khoisan, le berbère, et le négro-égyptien. Il subdivise cette dernière famille en cinq sous-groupes : les langues égyptiennes (égyptien ancien et copte), les langues tchadiques, les langues couchitiques, les langues nilo-sahariennes et les langues nigéro-kordofaniennes.

## Méthodologie

### Règles de la linguistique historique
La « linguistique historique » ou encore « linguistique génétique historique » consiste en une perspective diachronique de l'étude des langues visant à rendre compte du caractère dynamique des phénomènes linguistiques. Pour ce faire, cette discipline scientifique mobilise les données descriptives mises à disposition par les études linguistiques synchroniques (lexicologie, phonologie, morphologie, grammaire, etc.), en les comparant d'une langue à d'autres (ou de langue à langue) à l'intérieur d'un corpus préalablement déterminé grâce à l'observation empirique de quelques similitudes. Cette démarche comparative vise, selon lui, à tester lesdites similitudes, afin de savoir si elles sont « fortuites », « empruntées », « convergentes », ou encore « héritées ».
Dans le groupe de langues considéré, seul le caractère régulier des propriétés linguistiques héritées serait constitutif de la « parenté génétique » commune à ces langues. En d'autres termes, selon Obenga, on ne devrait parler de « parenté génétique » commune à des langues que, d'une part si elles présentent entre elles des similitudes héritées ; d'autre part si l'évolution régulière dans le temps et dans l'espace desdites similitudes peut être mise en évidence par la méthode de la linguistique historique.
Quoiqu'initialement élaborée dans le cadre de l'étude des langues dites indo-européennes ou sémitiques, selon Emile Benveniste la linguistique historique peut également s'appliquer à d'autres langues du monde ; fussent-elles dites « exotiques », « primitives » ou « sans histoire ». Théophile Obenga, estimant que le « but ultime de cette linguistique est de pouvoir opérer une classification générale de toutes les langues humaines connues », a entrepris - à la suite de Cheikh Anta Diop - d'appliquer la méthode de la linguistique historique aux phénomènes linguistiques « négro-africains ».

### Critères de validité du négro-égyptien
Selon Théophile Obenga, « la langue a une tradition orale indépendante de l'écriture » ; c'est-à-dire qu'elle consiste en un système autonome, ayant ses propres propriétés, indépendamment de ce qu'elle soit écrite ou non. Ces propriétés pourraient donc être étudiées pour elles-mêmes, mais également comparées à celles d'autres langues d'un même espace-temps.
Toutefois, selon cet auteur, la connaissance de ces propriétés, a fortiori la connaissance de leur évolution, suppose que soient disponibles des documents scripturaux, de la plus haute ancienneté possible, permettant d'en attester scientifiquement. En ce qui concerne l'évolution des phénomènes linguistiques africains, les textes hiéroglyphiques égyptiens tiendraient ce rôle de « témoin » ; car selon Théophile Obenga, l'heuristicité de l'étude de l'égyptien ancien dans le cadre des langues africaines aurait été reconnue au Colloque International du Caire 1974 sur Le peuplement de l'Égypte ancienne par « tous les participants ».
Pour la connaissance des propriétés phonologiques de l'égyptien ancien, Obenga considère que le système phonétique du copte peut être mobilisé. Il se fonde en cela sur l'avis de Jean-François Champollion, dit Champollion le Jeune, qui, dans sa Grammaire égyptienne, voyait le copte, pour l'« essentiel », comme un état tardif de l'égyptien ancien.
En outre, Obenga pose que l'important hiatus, dans le temps et dans l'espace, entre la langue « témoin » - l'égyptien ancien - et les autres langues africaines conforte l'hypothèse du caractère hérité des similitudes mises en évidence par leur comparaison, au détriment de phénomènes d'emprunt, de convergence, ou de hasard.

## Correspondances morphologiques
Les travaux de Théophile Obenga ont un double objectif : mettre en avant les rapprochements entre l'égyptien ancien et les langues d'Afrique Noire pour accréditer sa théorie d'une origine commune, et de mettre en avant les divergences entre l'égyptien ancien et les langues berbères et sémites pour essayer de l'extraire de la famille des langues afro-asiatiques dans laquelle les linguistiques placent habituellement l'égyptien ancien.

### Formation du pluriel
Selon Théophile Obenga,
nombre de langues africaines, y compris l'égyptien ancien et le copte, forment le pluriel des substantifs en -w (-ou) pour les noms masculins ; et -wt (-out) pour les noms féminins :
- Égyptien ancien : rn, "nom" ; pl. rnw / snt, "sœur" ; pl. snwt
- Azer : sane, "étoile", pl. sanu / fare, "âne", pl. faru
- Bambara (mandé) : ba, "mère" ; pl. bau / morho, "homme", pl. morhu
- Ewe : ati, "arbre" ; pl. atiwo
- Sarakollé : kompe, "case", pl. kompu / iaharé, "femme", pl. iaharu

Par comparaison au pluriel berbère :
- alut, "orgelet", pl. iluten
- gadir, "mur"; pl. igudar
- fus, "main"; pl. ifessen
- azmez, "nègre" ; pl. zemzan

Pour cet auteur : « la formation du pluriel en égyptien et en négro-africain se fait par suffixation d'éléments aux formes du singulier » ; tandis qu'en sémitique et en berbère, le pluriel d'un mot peut être un tout autre mot (azmez/zemzan), ou une transformation interne du singulier (fus/ifessen).

### Formation grammaticale d’abstraits
Pour Théophile Obenga, en égyptien ancien, bw se traduit par « endroit », « place ». Et selon cet auteur, bw (ou ma en copte) s’utilise comme préfixe d’un verbe pour former un nom ; ou d’un adjectif pour former un abstrait. Selon lui, cette propriété linguistique s’observe également dans d’autres langues négro-africaines. Et il considère qu'elle n'a rien à voir avec la manière dont se forment noms et abstraits en berbère et en sémitique.
- Égyptien ancien : nfr, « bon » ; bw nfr, « le bien »
- Copte : shopi, « habiter » ; ma-n-shopi, « demeure »
- Hausa : sabka, « décharger » ; masabki, « un logement »
- Wolof : rafèt, « (être) beau » ; bu rafèt, « ce qui est beau » = « le beau »

Théophile Obenga considère plus généralement que dans la famille de langue négro-égyptienne, pour former un nom ou un abstrait à partir d’un morphème, on suffixe ou affixe une particule : 
- Ewe : keke, « large » ; kekeme, « largeur »
- Luganda : bi, “mauvais” ; bubi, “mal”
- Teke : bwe, « beau » ; bubwe, « beauté »

### Similitudes syntaxiques
- Égyptien ancien : bw nfr hpr m bw bin 
  - Traduction : « ce qui était bon est devenu, s’est transformé (hpr) en qualité de (m) ce qui était mauvais. »
- Wolof : bu rafèt mèl ni bu bon 
  - Traduction :« ce qui est bon ressemble (mèl) comme (ni) ce qui est mauvais.»

Pour Théophile Obenga, la syntaxe de la phrase wolof est similaire à celle de la phrase en anciens égyptiens pour exprimer rigoureusement la même pensée. En d'autres termes, il considère que Wolof et Anciens Égyptiens organisent grammaticalement les mots de la même manière, en vue d'exprimer les mêmes idées. Et ce paradigme syntaxique diffèrerait de ce qui est en vigueur en berbère ou dans les langues sémitiques.
- Autres exemples de similitudes syntaxiques
  - fang/égyptien ancien
    - Fang = "nlo dzo ba adzo dzam da" : "tête ciel et tête parole affaire une"
    - Fang = "akom ba akua dzam da" : "danse et creuset chose une"
    - Égyptien ancien = "hprr hpr m Hpri : "scarabée exister en/dans génie du soleil levant"
    - Égyptien ancien = "ss Mrw it.k" : "scribe Merou père toi"

  - égyptien ancien/duala
    - Égyptien ancien : bin    n    *-it = "il est (sera) mal pour le père"
    - Duala : di-bena  na   *-te = "le mal est (sera) pour le père"
    - Égyptien ancien : yî-*   n    *-it = "viens vers le père"
    - Duala : yi-a     na   *-te = "viens vers le père"

Selon Alain Anselin, les règles de construction d'une phrase, celles gouvernant l'agencement des mots pour produire du sens, sont similaires en Fang et en égyptien ancien ; tout comme entre le duala et l'égyptien ancien .

## Critique de l'afroasiatique par Obenga

### Cas du lexique hérité
D'après Théophile Obenga, certains mots sont rarement empruntés par une langue à une autre ; ils sont dits « hérités ». D'après lui, ce serait le cas, notamment, des mots pour nommer les parties du corps, ou les astres visibles à l’œil nu. En sorte que la similitude morphologique et lexicologique de ces mots dans plusieurs langues augurerait, selon lui, d’une filiation entre ces langues, même si cela ne suffit pas à conclure. Voici, pour une même série de mots, ce qu’il en est du sémitique, de l'ancien égyptien et du berbère selon Théophile Obenga : 
- « Soleil » 
  - sémitique commun : sms
  - arabe : sams
  - ugarit = sps
  - ancien égyptien : ra, rè
  - berbère : tafukt

- « année » 
  - lihyanite : sn
  - hébreu : sànà
  - arabe : sanat
  - ancien égyptien : rnpt, rompè, rompi
  - berbère : asggas

- « nuit » 
  - arabe : layl
  - éthiopien : lèlit
  - hébreu : lùn, lin
  - ugaritique : lyn
  - ancien égyptien : grh, d3w
  - berbère : id

- « oreille » 
  - accadien : uzun
  - assyrien : uzan
  - hébreu : ozen
  - arabe : udn
  - ancien égyptien : msdr
  - berbère : amezzuγ

- « frère » 
  - accadien : ahu
  - ugaritique : ah
  - hébreu : ‘àh
  - syriaque : ‘ahà
  - ancien égyptien : sn, son
  - berbère : g-ma (pl. ait-ma)

- « dent » 
  - arabe : sinn
  - éthiopen : sen
  - ancien égyptien : tst
  - berbère : akhs, ahs

- “noir” 
  - arabe : aswad
  - kémètique : km, kamè, kèmi
  - berbère : isgin, isggan, istif

- “sang” 
  - sémitique commun : dam
  - ancien égyptien : snf, snof, snfw
  - berbère : idammen

- « maison » 
  - hébreu : bayit
  - ancien égyptien : pr
  - berbère : tigemmi

Selon Théophile Obenga, il n'y a pas de correspondances lexicales entre sémitique, berbère et ancien égyptien, pour la série proposée. Certes, d'après lui, les séries lexicales, même en ce qui concerne les mots hérités, ne prouveraient pas la parenté génétique. Mais, il considère qu'une très forte corrélation de ces séries entre plusieurs langues pourrait être la conséquence, la moins difficile à vérifier, d'une parenté génétique entre ces langues. De plus, selon Théophile Obenga, méthodologiquement il ne serait pas interdit de partir d'une des conséquences fortement probables d'un phénomène pour en identifier la cause.

### Cas des racines unilitères
- « Bouche » 
  - accadien = pù
  - ugaritique = p
  - hébraïque = pè
  - arabe = fu ; fam
  - éthiopien = ‘af
  - ancien égyptien = r3
  - berbère = imi
  - ghadamsi = ami
  - zenaga = immi

- « Mouton » 
  - accadien = su’u
  - ugaritique = s
  - hébraïque = sè
  - arabe = sa’
  - ancien égyptien = zr, sr
  - copte = sro
  - berbère = ahruy

[…] quand le sémitique est unilitère l’égyptien est, lui, bilitère sur des mots hérités : accadien ahu, « frère », ugaritique ‘ah, hébraïque ‘ah, syriaque ‘aha, rabe ‘ah au regard de l’égyptien sn et du copte son, san, sen. Le berbère se révèle aussi à part, morphologiquement et phonétiquement : gma, pl. aitma. Que l’on considère encore l’ugaritique g, « voix », face à l’égyptien hrw, le copte hroù, hroou. On constate également que, quand l’égyptien est typiquement unilitère, le sémitique est soit bilitère soit trilitère sur les mêmes mots hérités : égyptien z3, s3, « fils », le sémitique commun est bn, le phénicien bl, l’araméen br ; égyptien z, s, « homme », face au vieil accadien abilum/awilum, « homme ». Le berbère est éloigné et de l’accadien et de l’égyptien pharaonique : yiwi, « mon fils », pl. tarua, « mes fils » ; azag, « homme ». Le copte est évidemment de l’égyptien vocalisé : sa, « homme ». Le mbochi (langue bantu) est proche de l’égyptien pharaonique et du copte : osi, « homme originaire de ».[réf. nécessaire]

### Cas des racines bilitères
- « nom » 
  - ancien égyptien = rn
  - copte = ran, ren, lan, len
  - accadien = sumu
  - ugaritique = sèm
  - hébraïque = sèm
  - araméen = sum
  - arabe = ‘ism
  - berbère = ism

Pour Théophile Obenga : rn, ran, len, lan, ne seraient en rien similaires morphologiquement à sem, sumu, ism, sum.
- « tout » 
  - ancien égyptien = nb
  - copte = nim, niben, nifen, nibi, nibe
  - ugaritique = kl
  - hébraïque = kol
  - syriaque = kol
  - berbère = kul, kullu

D'après Théophile Obenga, il n’y aurait aucune concordance morphologique entre nb/nibe et kl/kol, ou kul/kullu.
- « terre » 
  - ancien égyptien = t3
  - copte = to, to, te-
  - ugaritique = àrs
  - hébraïque = ‘eres
  - syriaque = ‘ar’à
  - arabe = ‘ard
  - berbère = akal

Pour Théophile Obenga, « quand le sémitique est bilitère (r-s) et même trilitère (r-s-t), l’égyptien, pharaonique et copte, se présente comme unilitère (t-). Le berbère quant à lui se veut autre (k-l). Les différences sont éloquentes par elles-mêmes. ».

### Cas des racines trilitères
- « étoile » 
  - accadien = kakkabu
  - hébraïque = kokàb
  - arabe = kawkab
  - ancien égyptien = sb3
  - copte = siwu
  - berbère = itri

Pour Théophile Obenga, les racines consonantiques seraient très différentes entre, respectivement, sémitique (k-k-b), ancien égyptien (s-b, s-w) et le berbère (tr).

## Critiques des travaux de Théophile Obenga
Dans un ouvrage collectif intitulé Afrocentrismes, l'histoire des Africains entre Égypte et Amérique, Henry Tourneux et Pascal Vernus se sont montrés très critiques envers les arguments invoqués en faveur d'une famille linguistique « négro-égyptienne».
Dans un article paru dans la revue Politique africaine, Henry Tourneux souligne que toutes les références d'Obenga sur le tchadique dateraient d'avant 1950 ; aucune mention n'aurait été faite de « la série publiée aux Éditions du CNRS sous la direction de J. Perrot : Les langues dans le monde ancien et moderne, dont un très gros volume est consacré aux langues de l'Afrique subsaharienne (1981) et un autre aux langues chamito-sémitiques (1988). » 
Selon Henry Tourneux, « la coïncidence de trois langues non contiguës suffit [à Obenga pour] à garantir le caractère commun, « négro-égyptien », d'un mot. » En d'autres termes, il suffirait qu'un fait linguistique soit attesté dans une ou deux langues du « négro-africain » d'Obenga (la troisième langue étant l'égyptien) pour que l'on ait la preuve que le fait linguistique en question relève d'un « négro-égyptien ». Or, selon Tourneux, il faudrait qu'il y eût des correspondants dans toutes les branches de la prétendue famille négro-égyptienne.
Pour Tourneux, certaines correspondances faites par Obenga seraient erronées. Ainsi de l'égyptien s(3)m (sm3 d'après Obenga), « prêtre s(3)m », apparenté par Obenga au :
- kanuri same « ciel »
- hawsa sama « ciel »,
- sénoufo sama « bon »,
- songhai sama « être beau »,
- sainua « conserver la santé, épargner la mort »,
- bambara sama « offrir un cadeau »

Or, d'après H. Tourneux, le kanuri et la hawsa sama seraient en réalité des emprunts « avérés » à l'arabe sama « ciel », le sénoufo et le songhai same viendraient de l'arabe samha  « beau, bon ». De plus, dit l'auteur, le mot égyptien s(3)m ne signifierait pas « ciel », « bon », « beau » etc. Mais, suivant le déterminatif, il aurait pour sens « s'emparer de », « brûler» ou « attrister ». Tourneux récuse le rattachement de ce vaste champ sémantique négro-africain à l'égyptien s(3)m. D'après lui, l'explication d'Obenga ne serait pas recevable, à savoir que « le prêtre sem « sm3, sema», devait rendre le dieu habillé beau et fort, conserver ainsi sa santé; les présents ne manquaient pas. Ainsi habillé, honoré, purifié, le dieu devait garder l'ordre cosmique, l'ordre céleste. ».[réf. nécessaire] Tourneux estime que de l'identité de deux champs sémantiques, Obenga déduirait à tort une parenté linguistique.
Les conceptions linguistiques d’Obenga ne sont pas reconnues par les enquêtes linguistiques actuellement en cours. Par ailleurs ses écrits ont été aussi critiqués comme soutenant une conception de l’identité culturelle fondée sur la génétique et la race,. Ses travaux au sein du centre des civilisations bantoues ont été critiqués pour leur manque de sérieux ou en raison de leur instrumentalisation politique par les présidents Bongo et Mobutu.
De manière plus générale les thèses négro-centristes défendues par Théophile Obenga ont été contredites par le résultat de multiples études, aussi bien anthropologiques que génétiques qui ont permis de démontrer que la majorité du patrimoine génétique des Égyptiens et autres peuples d’Afrique du Nord actuels est bien autochtone à ces régions et que l'influence étrangère y est restée minoritaire (l'influence génétique aussi bien arabe que grecque ou romaine par exemple),, ainsi que le fait que les premiers Égyptiens n'étaient pas noirs,,.

### Réponses de Théophile Obenga
Dans un opuscule intitulé Le sens de la lutte contre l'africanisme eurocentriste, Théophile Obenga a répondu aux critiques des deux africanistes, qualifiés d’« eurocentristes et racistes », qu'il considère comme n'étant pas spécialistes de linguistique historique.
« Le mot négro-égyptien sem qu'examine Tourneux (pp.90-91) [de Afrocentrismes...] est précisément riche, au plan lexicologique, sémantique, culturel et anthropologique ; le vocabulaire n'est pas que le lexique ; il est aussi culture, société, psychologie ; 
- les faits restent valables, exclus les emprunts :
- égyptien : sem "prêtre", vêtu d'une peau de léopard, chargé de la toilette divine
- bambara : sema "chef de culte"
- malinké : seme "chef de culte"
- kikongo : sema "sanctifier, honorer, bénir"
- teke : seme "prier", "sanctifier", "honorer, bénir", même chose en Mbochi
- fang : seme "adorer, honorer" »

D'après Jean-Pierre Bamouan Boyala, le prêtre sem, avec sa peau de léopard et ses fonctions dans les rites funéraires, évoque des institutions similaires en Afrique noire, notamment celle du nganga. En sorte que, d'après Théophile Obenga, ce n'est pas seulement le mot, mais aussi ce qu'il nomme et son contexte de performance qui sont communs aux cultures égyptienne antique et négro-africaines contemporaines.
Pour Théophile Obenga,
« C'est bien dommage, Tourneux ne dit pas la vérité :
- égyptien : fdw "quatre"
- copte : ftoou, ftau, ftoe, fto, bto, bta, fteu, fte
- tchadique : fad, fwot, fudo, fudu, mfad, pudu, etc : 42 attestations
- burji : foola, foole ; le burji est couchitique : je le donne après le tchadique, mais Tourneux voit sans voir ; c'est son choix, et pourtant il cite la page 324 de mon livre où se trouve précisément le burji. [...] Ma démonstration, selon les règles, reste probante, car "un rapprochement, même limité à deux dialectes, peut passer pour sûr dans certains cas particuliers" (Antoine Meillet, Introduction à l'étude comparative des langues indo-européennes, Alabama, university of Alabama Press, 1978, p.380). »

## Carrière politique
Outre sa carrière académique, Obenga a occupé des fonctions gouvernementales en République du Congo. Il a été nommé ministre des Affaires étrangères et de la Coopération de 1977 à 1979 sous la présidence de Joachim Yhombi-Opango,. Plus tard, il a servi comme ministre de la Culture entre 1993 et 1994 sous le président Pascal Lissouba,. Le 24 décembre 2020, en conseil des ministres, le président Denis Sassou-Nguesso le nomme Président du comité de direction de l’Université Denis Sassou-Nguesso (commune de Kintélé, Brazzaville),.

## Distinctions
Le 25 juillet 2025, Théophile Obenga est élevé à la dignité de Grand-croix de l'ordre du Mérite congolais.

## Écrits

### Livres
- L’Afrique dans l’Antiquité : Égypte ancienne, Afrique noire, Paris, Présence africaine, 1973.
- Introduction à la connaissance du peuple de la République Populaire du Congo, Brazzaville, Librairies populaires, 1973.
- Afrique centrale précoloniale : documents d’histoire vivante, Paris, Présence africaine, 1974.
- La cuvette congolaise : les hommes et les structures : contribution à l'histoire traditionnelle de l’Afrique centrale, Paris, Présence africaine, 1976.

- Prix Georges-Bruel 1977 de l’Académie des sciences d’outre-mer.
- Le Zaïre, Civilisations traditionnelles et Culture moderne (Archives culturelles d’Afrique centrale), Paris, Présence africaine, 1977.
- La vie de Marien Ngouabi 1938-1977, Paris, Présence africaine, 1977.
- Stèles pour l’avenir (poèmes), Paris, Présence africaine, 1978.
- Pour une nouvelle histoire : essai, Paris, Présence africaine, 1980.
- La dissertation historique en Afrique : à l’usage des étudiants de première année d'université, Dakar, NEA, Paris, Présence africaine, 1980.
- Sur le chemin des hommes : essai sur la poésie négro-africaine, Paris, Présence africaine, 1984.
- Littérature traditionnelle des Mbochi : Etsee le Yamba, Paris, Présence africaine, 1984.
- Les Bantu : langues, peuples, civilisations, Paris, Présence africaine, 1985.
- Discours et écrits politiques de Jacques Opangault, Paris, Présence africaine, 1987.
- Astres si longtemps : poèmes en sept chants, Paris, Présence africaine, 1988, Collection : Poésie.
- La philosophie africaine de la période pharaonique : 2780-330 avant notre ère, Paris, L’Harmattan, 1990.
- Ancient Egypt and Black Africa: A Student's Handbook for the Study of Ancient Egypt in Philosophy, Linguistics and Gender Relations, edited by Amon Saba SAAKANA, Londres, Karnak House, 1992.
- Origine commune de l'égyptien ancien, du copte et des langues négro-africaines modernes : introduction à la linguistique historique africaine, Paris, L’Harmattan, 1993.
- La Géométrie égyptienne : contribution de l'Afrique antique à la mathématique mondiale, Paris, L’Harmattan / Khepera, 1995.
- Cheikh Anta Diop, Volney et le Sphinx : contribution de Cheikh Anta Diop à l'historiographie mondiale, Paris, Présence africaine / Khepera, 1996.
- L’histoire sanglante du Congo-Brazzaville (1959-1997) : diagnostic d’une mentalité politique africaine, Paris, Présence africaine, 1998.
- Pour le Congo-Brazzaville : réflexions et propositions, Paris, L’Harmattan, 2001, Collection : Études africaines.
- Le sens de la lutte contre l’africanisme eurocentriste, Paris, Khepera / L'Harmattan, 2001.
- L'université africaine dans le cadre de l'Union africaine, Paris, Pyramide Papyrus Presse, 2003, Collection : Narmer.
- African Philosophy – The Pharaonic Period: 2780-330 BC, Dakar, Per Ankh, 2004. (traduction de l’ouvrage  La Philosophie africaine de la période pharaonique 2780-330 avant notre ère, Paris, L’Harmattan, 1990).
- L’Égypte, la Grèce et l’école d’Alexandrie : histoire interculturelle dans l’Antiquité : aux sources  égyptiennes de la philosophie grecque, Paris, Khepera / L’Harmattan, 2005.

### Articles
- De la parenté linguistique génétique entre le kikongo et le mbosi, in Cahiers Ferdinand de Saussure, n° 24, 1968, p. 59-69.
- L'Afrique dans l'Antiquité, in Présence africaine, n° 72, Paris, 1969, p. 73-84.
- Le royaume de Kongo. I/Peuples et entités politiques en présence, in Africa Rivista, année XXIV, n° 4, Rome, décembre 1969, p. 323-348.
- Le royaume de Kongo. II/ Le kikongo : fondement de l'unité culturelle, in Africa Rivista, année XXV, n° 2, Rome, juin 1970, p. 131-156.
- Méthodologie de l'histoire africaine : sources locales, in Africa Rivista, année XXV, Rome, décembre 1970, p. 279-286.
- Méthode et conception historique de Cheikh Anta DIOP, in Présence Africaine, n° 74, Paris, 1970, p. 3-28.
- L'Afrique et l'évolution humaine : éléments bibliographiques, n° 78, in Présence Africaine, Paris, 1971, p. 214-234.
- Connaissance du passé humain de l'Afrique, in Présence africaine, n° spécial "Réflexions sur la première décennie des Indépendances en Afrique noire", Paris, 3e trim. 1971, p. 283-293.
- Égyptien ancien et négro-africain, in Cahiers Ferdinand de Saussure, n° 27, 1971-1972, p. 65-92 – Étude destinée aux Mélanges Henri Frei.
- Esquisse d'une morphologie de l'histoire africaine, in Présence africaine, n° 83, Paris, 1972, p. 9-32.
- Continuité de l'histoire africaine, in Africa Rivista, année XXVII, n° 2, Rome, juin 1972, p. 279-286.
- Temps, continuité et sens de l'histoire africaine, in ouvrage collectif : La reconnaissance des différences, chemin de la solidarité (Deuxième rencontre d'Africains et d'Européens, Brazzaville, 21-26 février 1972), Paris, Présence africaine, 1973, p. 152-166.
- La faune du royaume du Kongo d'après un document inédit du XVIIe siècle, in Africa Rivista, année XXVIII, n° 1, Rome, mars 1973, p. 73-89.
- Les 20 ans de Nations nègres et Culture (1954-1974), in Présence africaine, n° 89, Paris, 1974, p. 214-223.
- Science et langage en Afrique, in Présence Africaine, n° 92, Paris, 1974, p. 149-160.
- Documents imprimés arabes, source de l'histoire africaine, in Afrika Zamani, n° 4, Yaoundé, juillet 1974, p. 3-51.
- Protohistoire de la linguistique méditerranéenne, in Cahiers congolais d'anthropologie et d'histoire, année 1, n° 1, Brazzaville, 1976, p. 21-30.
- Les origines linguistiques de l'Afrique noire, in Cahiers congolais d'anthropologie et d'histoire, n° 3, tome 3, Brazzaville, 1978, p. 25-32.
- Cheikh Anta Diop et les autres, in Présence africaine, n° 105-106, Paris, 1978, p. 29-44.
- L'Afrique centrale : son rythme d'évolution historique, in Revue de Recherche scientifique–Institut de Recherche scientifique, Vol. 2, Rome, mars-juin, 1978, p. 205-227.
- Parenté linguistique génétique entre l'égyptien (ancien égyptien et copte) et les langues négro-africaines modernes, in l'ouvrage collectif : Le peuplement de l'Égypte ancienne et le déchiffrement de l'écriture méroïtique, Actes du colloque international du Caire, 28 janvier - 3 février 1974, Paris, UNESCO, 1978, p. 65-71, Collection Histoire générale de l'Afrique. Études et documents, n° 1.
- Habillement, Cosmétique et Parure au royaume du Kongo (XVIe – XVIIIe siècle), in Cahiers congolais d'anthropologie et d'histoire, tome 4, Brazzaville, 1979, p. 21-38.
- Sources et techniques spécifiques de l'histoire africaine. Aperçu général, in chapitre 4, Volume I de l'Histoire générale de l'Afrique : "Méthodologie et Préhistoire africaine", Paris, Stock/Jeune Afrique/UNESCO, 1980, p. 97-111.
- Formation du pluriel en sémitique et en égyptien, in Cahiers congolais d'anthropologie et d'histoire, n° 5, Brazzaville, 1980, pp. 31-38. Instruments de musique au royaume du Kongo (XVIe – XVIIIe siècle), in Cahiers congolais d'anthropologie et d'histoire, tome 6, Brazzaville, 1981, p. 39-56.
- Temps et astronomie chez les Mbochi de l'Alima, in Cahiers congolais d'anthropologie et d'histoire, n° 7, Brazzaville, 1982, p. 51-61.
- Nouveaux acquis de l'historiographie africaine, in Éthiopiques, n° 27, Dakar, juillet 1981, pp. 33-38."Bœuf", "Taureau", Bétail" : en égyptien ancien et en négro-africain moderne, in Cahiers congolais d'anthropologie et d'histoire, n° 7, Brazzaville, 1982, p. 51-61.
- Terminologie de la métallurgie du fer en bantu, in Cahiers congolais d'anthropologie et d'histoire, n° 8, Brazzaville, 1983, p. 35-58.
- De l'État dans l'Afrique précoloniale : le cas du royaume de Kouch dans la Nubie ancienne, in Présence Africaine, n° 127-128, Paris, 3e et 4e trim. 1983, p. 128-148.
- Naissance et puberté en pays Kongo au XVIIe siècle, in Cahiers congolais d'anthropologie et d'histoire, n° 9, Brazzaville, 1982, p. 19-30.
- Les origines africaines des Pharaons, in Afrique-Histoire, n° 7, Dakar, 1983, p. 47-48.
- Caractéristiques de l'esthétique Bantu, in Muntu, n° 1, CICIBA-Libreville, 2e sem. 1984, p. 61-97.
- Sémantique et étymologie bantu comparées : le cas de l'agriculture, in Muntu, n° 2, CICIBA-Libreville, 1er sem. 1985, p. 35-68.
- Traditions et coutumes alimentaires kongo au XVIIe siècle, in Muntu, n° 3, CICIBA-Libreville, 2e sem. 1985, p. 17-40.
- Les rois-dieux du Loango, in La Revue des sciences sociales, n° 3, Brazzaville, 1985, p. 21-47.
- La philosophie pharaonique, in Présence Africaine, n° 137-138, Paris, 1er et 2e trim. 1986, p. 3-24.
- Méthodologie en histoire africaine, in Les Cahiers du CELTHO, n°1, Niamey, 1986, p. 35-51.
- Notes sur les connaissances astronomiques bantu, in Muntu, n° 6, CICIBA-Libreville, 1er sem. 1987, p. 63-78.
- L'univers puissant et multiple de Cheikh Anta DIOP, in Éthiopiques, n° 1-2, Vol. IV, Dakar, 1987, p. 9-16.
- Esquisse d'une histoire culturelle de l'Afrique par la lexicologie, in Présence Africaine, n° 145, Paris, 1er trim. 1988, p. 3-25.
- Sculpture et société dans l'ancien Kongo, in Dossiers Histoire et Archéologie, no 130, numéro spécial sur "l'Art africain", Dijon, septembre 1988, p. 35-68.
- L'Égypte pharaonique tutrice de la Grèce de Thalès à Aristote, in Éthiopiques, no 1-2, Vol. VI, Dakar, 1er sem. 1989, p. 11-45.
- African Philosophy of the Pharaonic Period (2780-330 B.C.), in l'ouvrage collectif : "Egypt Revisited", Journal of African Civilizations, New Brunswick (USA), London, Ivan Van Sertima, 1989, p. 286-324.
- Culture et intégration africaine : fondements culturels du panafricanisme, in Afrika, n° spécial, Louvain, 1991, p. 13-33 ; texte de la conférence prononcée à la Biennale des arts et des lettres, tenue à Dakar du 12 au 18 décembre 1990.
- Le « Chamito-sémitique n'existe pas », Ankh, no 1, février 1992, p. 51-58.
- Aristote et l'Égypte ancienne, Ankh, no 2, avril 1993, p. 8-18.
- La stèle d'Iritisen ou Le premier traité d'esthétique de l'humanité, Ankh, no 3, juin 1994, p.28-49.
- La parenté égyptienne : considérations sociologiques, Ankh, no 4/5, 1995-1996, p. 138-183.
- Un commentaire sur les réflexions de M. Luc Bouquiaux, Ankh, no 4/5, 1995-1996, p. 317-346.
- Anthropologie pharaonique : textes à l'appui, Ankh, no 6-7, 1997/1998, p. 9-53.
- Les derniers remparts de l'africanisme, Présence africaine, no 157, p. 47-65, 1er semestre 1998.